# Кассио Алвес, Гильерме де
Гильерме де Ка́ссио Алвес (порт.-браз. Guilherme de Cássio Alves; 8 мая 1974, Марилия) — бразильский футболист, нападающий; тренер.

## Карьера
Гильерме начал карьеру в клубе «Марилия» в возрасте 9 лет, по другим данным семи лет. С 1992 года он стал играть за основной состав команды. В том же году он забил 10 голов в чемпионате штата, став лучшим бомбардиром команды. Годом позже нападающий перешёл в «Сан-Паулу», выигравший несколькими месяцами ранее Кубок Либертадорес. На его трансфере лично настоял главный тренер команды Теле Сантана. 25 июня 1993 года Гильерме дебютировал в составе команды в матче с «Тенерифе» (4:1) на Трофей города Сантьяго, в котором забил четыре гола. В том же сезоне футболист отпраздновал с командой победу в Рекопе Южной Америки, Суперкубке Либертадорес и Межконтинентальном кубке. Годом позже он выиграл свою вторую Рекопу, где забил один из голов. 17 сентября 1994 года Гильермо провёл последнюю игру в составе «Сан-Паулу» против «Атлетико Минейро» (0:0). Всего за клуб футболист сыграл в 46 матчах и забил 18 голов, по другим данным 44 матча. Осенью 1994 года Гильерме был куплен испанским клубом «Райо Вальекано», вступавшем во втором дивизионе. 22 января 1995 года состоялась его первая игра за новую команду в котором она обыграла со счётом 3:1 «Паламос», а сам бразилец забил уже на второй минуте встречи. Всего же в сезоне он сыграл в 19 матчах и забил 14 голов; все в чемпионате. Он поделил 5-7 места в списке лучших бомбардиров Сегунды. Сам клуб занял второе место и вышел в Примеру. Там он забил 10 голов в сезоне 1995/1996 и 14 мячей годом позже. Всего за клуб футболист провёл 104 матча и забил 43 гола. Последней встречей Гильермо за «Райо Вальекано» стала игра с «Мальоркой» 29 июня 1997 года (2:1).
В 1997 году Гильермо был купен клубом «Гремио». 9 августа 1997 года он дебютировал за команду во встрече с «Америкой» из Натала (3:3), где сразу забил гол. Там футболист выступал на протяжении года, проведя 52 матча и забив 35 голов. В 1998 году форвард перешёл в «Васко да Гаму». В 1999 году он выиграл с командой Турнир Рио — Сан-Паулу, в розыгрыше которого стал лучшим бомбардиром, и Трофей Рио. Однако его результативность в клубе постепенно падала. После прихода в команду Виолы, Гильерме принял решение покинуть клуб. Форвард перешёл в «Атлетико Минейро», где дебютировал 31 июля во встрече с «Гамой» (2:0). Там он составил дуэт центральных нападающих с Маркесом. 8 августа Гильерме забил первый мяч за клуб, поразив ворота «Спорт Ресифи» (1:1) в матче чемпионата страны, а всего забил в чемпионате 28 мячей в 27 матчах, став лучшим бомбардиром серии А. Команда дошла до финала, но в нём проиграла «Коринтиансу». При этом в первой финальной игре Гильермо сделал хет-трик, став первым игроком в истории бразильского футбола, забившим три гола в финальных встречах серии А. На следующий год нападающий помог команде выиграть чемпионат штата. Также он отметился в розыгрыше Кубка Либертадорес, где забил 8 мячей, став четвёртым бомбардиром соревнования. Годом позже «Атлетико» вышел в финал чемпионата штата, но там проиграл Америке Минейро. При этом Гильерме стал лучшим бомбардиром турнира с 10 голами.
В середине 2002 года Гильерме был арендован «Коринтиансом». 15 августа он дебютировал в составе команды в матче с «Интернасьоналом» (3:2), в котором забил два гола. Всего в 19 матчах чемпионата футболист забил 13 голов. С «Коринтиансом» нападающий дошёл до финала чемпионата Бразилии, но там проиграл «Сантосу». При этом сам Гильермо упустил несколько выгодных моментов для взятия ворот. В январе 2003 года он возвратился в «Атлетико». Игрок вновь стал лучшим бомбардиром чемпионата Минас-Жерайс, забив 13 голов. 16 августа 2003 года Гильермо провёл последнюю игру за «Минейро» против «Атлетико Паранаэнсе» (1:2). А всего в составе команды сыграл в 205 встречах и забил 139 голов, по другим данным 203 матча и забил 137 голов. Он перешёл в команду «Аль-Иттихад» из Джидды. Он был вынужден покинуть клуб из-за начавшегося в регионе военного конфликта. В 2004 году Гильерме возвратился в Бразилию, став игроком «Крузейро». 21 января он дебютировал в матче за клуб против «Кабофриенсе» (1:1). 1 февраля он забил первый гол за клуб, поразив ворота «Гуарани» из Дивинополиса (5:2). В том сезоне футболист выиграл чемпионат штата. Всего за «Крузейро» Гильерме провёл 40 матчей и забил 14 голов, по другим данным 39 матчей. В 2005 году Гильерме стал игроком «Ботафого». Ещё будучи игроком «Крузейро», он хотел завершить карьеру, имея врождённые проблемы с сердцем. Эти проблемы не мешали ему играть, однако их наличие беспокоило футболиста. Однако нападающий не смог отказать президенту «Ботафого» Бебето, предложившему ему стать частью команды. В этом клубе Гильерме преследовали травмы. После того как он пропустил из-за повреждения четыре игры подряд, форвард принял решение завершить карьеру.
Гильерме почти сразу интересовался тренерской карьерой. Он работал ассистентом в «Марилии». А после ухода Жорже Раули даже временно возглавлял эту команду. В 2010 году Гильерме являлся помощником главного тренера Вандерлея Лушембурго в «Атлетико Минейро». В 2011 году он впервые стал единоличным главным тренером, возглавляя «Ипатингу». С 2012 по 2013 год он возглавлял «Марилию». С 2013 по 2016 год Гильермо тренировал «Гремио Новуризонтино». С этой командой он прошёл путь из серии А3 чемпионата штата до высшего дивизиона Сан-Паулу. В 2016 году он работал с «Вила-Новой» из Гоянии в серии В чемпионата Бразилии, а затем тренировал «Линенсе». В ноябре 2017 года Гильерме стал главным тренером «Португезы Деспортос». Летом 2018 году он возглавил «Пайсанду» из Белена. В начале 2020 года Гильерме вновь стал главным тренером «Марилии» и проработал там до 2021 года. 20 февраля 2022 года он вновь возглавил команду. В апреле 2023 года после вылета клуба в серию А3, тренер был уволен. В 2024 году Гильерме возглавил команду «Вело» из Риу-Клару. Он смог вывести команду в высший дивизион чемпионата штата Сан-Паулу впервые за 45 лет. В середине 2024 года Гильерме временно, сроком до конца года, возглавил команду «Агуа Санта». При этом «Вело» согласился с тем, что тренер вернётся в их клуб по окончании календарного года.

## Международная статистика
| Матчи Гильерме за сборную Бразилии | Матчи Гильерме за сборную Бразилии | Матчи Гильерме за сборную Бразилии | Матчи Гильерме за сборную Бразилии | Матчи Гильерме за сборную Бразилии | Матчи Гильерме за сборную Бразилии | Матчи Гильерме за сборную Бразилии |
| ---------------------------------- | ---------------------------------- | ---------------------------------- | ---------------------------------- | ---------------------------------- | ---------------------------------- | ---------------------------------- |
| №                                  | Дата                               | Место проведения                   | Оппонент                           | Счёт                               | Голы                               | Турнир                             |
| 1                                  | 28 июня 2000                       | Рио-де-Жанейро                     | Уругвай                            | 1:1                                | —                                  | Квалификация чемпионата мира       |
| 2                                  | 18 июля 2000                       | Асунсьон                           | Парагвай                           | 1:2                                | —                                  | Квалификация чемпионата мира       |
| 3                                  | 12 июля 2001                       | Кали                               | Мексика                            | 0:1                                | —                                  | Кубок Америки                      |
| 4                                  | 15 июля 2001                       | Кали                               | Перу                               | 2:0                                | 1                                  | Кубок Америки                      |
| 5                                  | 18 июля 2001                       | Кали                               | Парагвай                           | 3:1                                | —                                  | Кубок Америки                      |
| 6                                  | 23 июля 2001                       | Манисалес                          | Гондурас                           | 0:2                                | —                                  | Кубок Америки                      |

## Достижения

### Командные
- Обладатель Рекопы Южной Америки: 1993, 1994
- Обладатель Суперкубка Либертадорес: 1993
- Обладатель Межконтинентального кубка: 1993
- Обладатель Кубка КОНМЕБОЛ: 1994
- Победитель турнира Рио—Сан-Паулу: 1999
- Обладатель Трофея Рио: 1999
- Чемпион штата Минас-Жерайс: 2000, 2004

### Личные
- Лучший бомбардир турнира Рио—Сан-Паулу: 1999 (5 голов)
- Лучший бомбардир Кубка Сул-Минас: 2001 (8 голов)
- Лучший бомбардир чемпионата Бразилии: 1999 (28 голов)
- Обладатель Серебряного мяча Бразилии: 1999
- Лучший бомбардир чемпионата штата Минас-Жерайс: 2001 (10 голов), 2003 (13 голов)

## Личная жизнь
5 октября 2002 года Гильерме попал в автомобильную аварию, жертвами которой стали два человека. Он вместе с другом и тремя девушками возвращался из ночного клуба на своём BMW и, не справившись с управлением, выехал на встречную полосу, столкнувшись с автомобилем Ford Escort. Водитель машины Ford Марсело Апаресидо де Соуза, и пассажирка, тёща Марсело, Мария Бенедита Фоссалуза погибли на месте. Супруга Марсело, Розилене Апаресида Фоссалуза де Соуза, также находившаяся в машине, получила тяжёлые травмы. Также небольшие травмы получили девушки, находившиеся в автомобиле BMW. В марте 2003 года Гильермо выплатил 350 тысяч реалов Розилене. В 2005 году судья 2-го уголовного суда Марилии Жозе Энрике Урсолино приговорил футболиста к пяти годам и четырём месяцам тюремного заключения полуоткрытого типа за непредумышленное убийство, нанесении тяжких телесных повреждений и намеренном искажении фактов по делу. Этими фактами было первоначальное заявление Гильермо, который сообщил, что за рулём был не он, а его друг.